# Vickers-Armstrongs
Vickers-Armstrongs, Limited — британский инженерно-промышленный конгломерат, образованный в результате слияния активов Vickers Limited и Sir W G Armstrong Whitworth & Company в 1927 году. Большинство активов было национализировано в 1960-х и 1970-х годах. Позднее из них была сформирована компания Vickers plc, начавшая деятельность в 1977 году.
Компания сыграла большую роль в судостроении Великобритании, в частности — в строительстве подводных лодок.

## История судостроительного подразделения компании
В 1897 году компания, на тот момент называвшаяся Vickers & Sons, приобрела компанию Barrow Shipbuilding Company и её дочернее подразделение Maxim Nordenfelt Guns and Ammunition Company, и сменила название на Vickers, Sons and Maxim, Limited.
Верфь, ранее принадлежавшая компании Barrow Shipbuilding Company, получила название «Naval Construction Yard».
В 1911 году компания была переименована в Vickers Ltd.
В 1927 году, после приобретения компании Armstrong Whitworth (её оружейного и судостроительного бизнеса), компания стала называться Vickers Armstrongs Ltd.
При этом, верфь ранее принадлежавшая компании Armstrong Whitworth, находившаяся в пригороде города Ньюкасл-апон-Тайн на реке Тайн, получила название «Naval Yard».
В 1955 году судостроительное подразделение компании получило название Vickers Armstrongs Shipbuilders, Ltd, а в 1968 году название было изменено на Vickers Limited Shipbuilding Group.
В 1977 году в результате национализации судостроительное подразделение, в числе еще 27 судостроительных компаний, вошло в состав государственной компании British Shipbuilders.
В 1986 году верфь «Naval Construction Yard» была приватизирована консорциумом Vickers Shipbuilding and Engineering, Ltd (VSEL). Кроме этой верфи консорциум включал в себя компанию Cammell Laird. Это были две верфи Англии, которые на тот момент могли строить атомные подводные лодки. В 2003 году VSEL стала частью компании BAE Systems, и с 2007 года является её отдельным подразделением BAE Systems Maritime – Submarines.
Верфь «Naval Yard» на реке Тайн была приобретена в 1968 году компанией Swan Hunter, также была национализирована в 1977 году и вошла в состав государственной British Shipbuilders, после приватизации которой в 1986 году снова перешла к компании Swan Hunter, и в конце 80-х была закрыта.

## Продукция Vickers-Armstrong

### Сухопутная армия
- Пулемёт Vickers (Максима)
- Танкетка и плавающий танк Carden-Loyd
- Средний танк Mk III
- Пехотный танк Mk I Matilda
- Пехотный танк Mk III, Valentine
- Лёгкий танк Vickers-Armstrong Mk E
- Т-13 истребитель танков 1930-х годов.

### Военно-морской флот

#### Эсминцы
- Два эсминца типа «Альмиранте» для ВМС Чили (1956—1960 гг).

#### Дизельные подводные лодки
- две лодки типа «Калев» для ВМС Эстонии (1935-36 гг),
- девять лодок типа «А» (1944-48 гг),
- две экспериментальные лодки типа «Эксплорер» с ПГТУ конструкции Вальтера, который работал в компании в это время,
- четыре лодки типа «Порпез»,
- три лодки типа «Оберон»,
- три лодки по немецкому проекту 206 для ВМС Израиля (1976-77 гг),

#### Атомные подводные лодки
- первая британская АПЛ HMS Dreadnought (S 101) (в 1959—1960 гг),
- четыре из пяти субмарин классов «Вэлиант» и «Черчилль» (1963-70 гг),
- две из четырёх субмарин класса «Резолюшн» (1966—1967 гг),
- все шесть субмарин класса «Суифтшюр» (1971-79 гг),

### Авиация

#### Военная авиация
- Vickers FB 5
- Vickers FB19
- Vickers Vampire
- Vickers Vimy
- Vickers Viking
- Vickers Vendace
- Vickers Vixen
- Vickers Valparaiso
- Vickers Venture
- Vickers 131 Valiant
- Vickers Type 143 (Bolivian Scout)
- Vickers Type 163
- Vickers Type 177
- Vickers Vespa
- Wibault Type 121 Scout
- Vickers Viastra
- Vickers Vellore
- Vickers Vellox
- Vickers Virginia
- Vickers Vanox
- Vickers Valentia prototype
- Vickers Type 264 Valentia
- Vickers Vernon
- Vickers Victoria
- Vickers Vildebeest
- Vickers Vincent
- Vickers Wellesley
- Vickers Wellington
- Vickers Warwick
- Vickers Windsor
- Vickers Valetta
- Vickers Varsity
- Vickers Valiant
- Victory Bomber

#### Гражданская авиация
- Vickers Vimy Commercial
- Vickers Vulcan (1920s)
- Vickers VC.1 Viking
- Vickers Viscount
- Vickers Vanguard
- Vickers VC10

### Судостроение

#### Суда на воздушной подушке
- Vickers VA.1
- Vickers VA.2
- Vickers VA.3
- Vickers VA.4
- Vickers VA.5

### Ракетостроение

#### Управляемые ракеты
- Red Dean (УРВВ)
- Vigilant[англ.] (ПТУР)

### Высокоточные боеприпасы

#### Управляемые авиабомбы
- Blue Boar

### Инжиниринг
- Испытательный стенд для реактивных двигателей, воздухозаборников и теплообменников в Национальном газотурбинном институте[англ.] в Пайстоке для испытания двигательных установок летательных аппаратов;[2]